# Blut für Dracula
Blut für Dracula ist ein englischer Horrorfilm der englischen Film-Produktionsfirma Hammer aus dem Jahr 1965. Er basiert auf der Titelfigur des Romans Dracula von Bram Stoker und schließt direkt an den Film Dracula von 1958 an, indem er mit dessen Sterbeszene beginnt.

## Handlung
Der Film beginnt mit der Sterbeszene aus Dracula (1958). Van Helsing überwältigt Dracula in dessen Schloss mit einem Kruzifix und öffnet die Vorhänge, woraufhin der Graf in den Strahlen der Sonne zu Asche zerfällt.
Zehn Jahre später machen die englischen Brüder Charles und Alan Kent zusammen mit ihren Ehefrauen Diana und Helen Urlaub in den Karpaten. Sie begegnen dort dem Abt Sandor, der sie vor der Weiterreise nach dem Ort Karlsbad und vor allem vor dem dort gelegenen Schloss warnt. Dennoch reisen die beiden Paare am nächsten Tag in die erwähnte Richtung. Kurz vor Ankunft, in der Nähe des Schlosses, verlässt sie ihr Kutscher, weil dieser sich vor der einbrechenden Dunkelheit fürchtet. Sie finden jedoch auf dem Schloss, das Graf Dracula gehört, Zuflucht, wo der grimmige Gabor (im engl. Original „Klove“), der Diener des Grafen, sie empfängt. In der Nacht lockt der Diener Alan in die Gruft des Schlosses und ermordet ihn. Sein Blut, auf Draculas verwahrter Asche ergossen, dient dazu, Dracula auferstehen zu lassen. Sofort beansprucht Graf Dracula dann Alans Frau Helen als sein erstes Opfer und macht aus der spröden Hausfrau eine lüsterne Vampirin. Als Charles und Diana nach den beiden Vermissten suchen, werden sie von Dracula und der enthemmten Helen in die Enge getrieben. Es gelingt ihnen aber trotzdem die Flucht: Dianas  Kreuzschmuck brennt sich in Helens unreinem Fleisch wie ein glühendes Eisen ein; mit dem Kreuz halten sich die beiden die Vampire vom Leib.
Abt Sandor gewährt den Fliehenden in seinem Kloster Unterkunft. Der Graf verfolgt sie dorthin, da er es besonders auf Diana abgesehen hat. Helen bettelt solange vor Dianas Fenster, bis diese ihrer ehemaligen Schwägerin das Fenster öffnet, die Vampirin schnellt sofort vor, beißt Diana in den Arm, wird aber von Abt Sandor vertrieben. Der brennt unter Assistenz von Charles der jungen Frau die Bisswunde mit einer Öllampe sofort wieder aus, so dass Diana vom Übel des Vampirismus verschont bleibt. Derweil wurde Helen von den Mönchen gefangen, die starken Männer haben Mühe, die rasende Frau auf einen massiven Tisch zu zerren. Helen windet sich und beißt um sich, bis Sandor ihr eine Eisenstange durch ihr Herz treibt und ihre untote Existenz beendet. Als der Versuch des Grafen Dracula fehlschlägt, Diana zu einem seiner Opfer zu machen, nimmt er sie, mit Hilfe von Gabor, in seiner Kutsche mit zu seinem Schloss. Charles und Sandor folgen ihm. An der Brücke vor Schloss Dracula stürzt der Sarg des Grafen aus der Kutsche auf den gefrorenen Schlossgraben. Charles läuft zum Sarg, um Dracula zu pfählen, doch die Sonne geht unter, und Dracula erwacht. Als Dracula Charles bedrängt, schießt die verzweifelte Diana auf das Eis, der Vampir hält inne, als Wasser aus dem Eisloch sprudelt. Mit gezielten Schüssen auf die Eisdecke gelingt es dann Shandor, den Grafen im eisigen Wasser des Burggrabens ertrinken zu lassen.

## Entstehung
Arbeitstitel für Blut für Dracula waren Revenge of Dracula, The Bloody Scream of Dracula und Dracula 3.
Gedreht wurde in den gleichen Kulissen von der 1958er-Verfilmung, außerdem sind sie auch in den Hammer-Filmen Nächte des Grauens (The Plague of the Zombies), Rasputin the Mad Monk und The Reptile (alle aus dem Jahr 1966) zu sehen.
Komponist James Bernard war praktisch der Hauskomponist der Hammer-Produktion und vertonte fast alle Horror- und Science-Fiction-Filme der Firma.
Christopher Lee spricht in dem Film nicht – er gibt lediglich Fauch- und Zischlaute von sich. Lee behauptete, dass er selbst sich dazu entschied, nachdem er das Drehbuch gelesen hatte und unzufrieden mit seinem Text war. Andere Quellen sprechen davon, dass Anthony Hinds, Sohn des Hammer-Gründers William Hinds, nach Lees Beschwerden über die Qualität seines Textes darauf bestand, dass er überhaupt keinen Text zu sprechen hätte. Drehbuchautor Sangster lieferte in seiner Autobiografie eine einfachere Erklärung: „Vampire plaudern nicht. Also schrieb ich ihm keinen Dialog.“
Direkt im Anschluss an Blut für Dracula wurde Rasputin – der wahnsinnige Mönch aufgenommen, für den dieselben Bühnenbauten genutzt wurden. Auch eine ganze Reihe von Schauspielern tritt in beiden Filmen auf.

## Kritiken
„Horrorfilm aus der genrebewährten britischen Hammer-Küche.“

„Christopher Lee spricht in seinem zweiten „Dracula“-Auftritt nicht ein Wort – angeblich waren ihm die vorgesehenen Drehbuch-Sätze zu dumm – was aber seinen Auftritt andererseits noch dämonischer macht.“

„[…] einer der schwächeren Filme des Untergenres. (Wertung: 1½ Sterne = mäßig)“

## Synchronisation
Die deutsche Synchronfassung entstand bei der Berliner Synchron. Klaus von Wahl schrieb das Dialogbuch und führte Regie. Gerd Martienzen hat keinen Dialog, sondern synchronisiert die Laute Draculas.
| Figur         | Darsteller       | Deutscher Sprecher |
| ------------- | ---------------- | ------------------ |
| Graf Dracula  | Christopher Lee  | Gerd Martienzen    |
| Helen Kent    | Barbara Shelley  | Agi Prandhoff      |
| Abt Sandor    | Andrew Keir      | Wolfgang Lukschy   |
| Charles Kent  | Francis Matthews | Jürgen Thormann    |
| Diana Kent    | Suzan Farmer     | Marianne Lutz      |
| Alan Kent     | Charles Tingwell | Paul Edwin Roth    |
| Gabor (Klove) | Philip Latham    | Dietrich Frauboes  |
| Ludwig        | Thorley Walters  | Walter Bluhm       |

## Sonstiges
- Bei seiner Premiere wurde Blut für Dracula von den Kritikern gnadenlos verrissen, was dem Erfolg an den Kinokassen jedoch nicht schadete. Deshalb wurden in den folgenden Jahren auch zahlreiche Fortsetzungen der Dracula-Reihe bei Hammer gedreht.
- Francis Matthews wurde später Hauptdarsteller in der Fernsehserie Paul Temple (Durbridge-Filme), Charles Tingwell war Inspector Craddock in den „Miss Marple“-Filmen mit Margaret Rutherford, wo Francis Matthews auch einmal mitspielte in Mörder Ahoi.